# FUJIWARA (코미디언 콤비)
FUJIWARA는 요시모토 흥업 소속의 일본의 코미디언 콤비이다.

## 멤버
하라니시 타카유키
1971년 3월 5일 출생. 오사카부 네야가와시 출신. 혈액형은 A형. 프리큐어를 좋아한다.
후지모토 토시후미
1970년 12월 18일 출생. 오사카부 네야가와시 출신. 혈액형은 AB형.